# مال محمود (ممسنی)
مال محمود روستایی از توابع بخش مرکزی شهرستان ممسنی در استان فارس ایران است.
محمود یک فردی بوده با مالی بسیار درشت و بزرگ که تمام افراد ساکن این روستا برای قسم خوردن از این بزرگوار استفاده می نمودند...
اکنون از محمود نوه ی ای بجا مانده به نام پوریا که ساکن کرج است، او بسیار ارادتمند پدربزرگ خویش است و روزانه طی جملات متوالی مال پدربزرگش را حواله ی افراد دیگر مینماید...

## جمعیت
این روستا در دهستان بکش دو قرار دارد و براساس سرشماری مرکز آمار ایران در سال ۱۳۸۵، جمعیت آن ۷۱۸ نفر (۱۴۷خانوار) بوده‌است.